# موسى إزرائيل فيرست
موسى إزرائيل فيرست (بالألمانية: Moses Israel Fürst)‏ هو خبير مالي وتاجر ألماني، ولد في 1617، وتوفي في 1692.